# 二乙烯酮
二乙烯酮由乙烯酮在合适条件下二聚生成，可看作β-丙烯内酯及氧杂环丁烷的衍生物，在有机合成中有应用。它是无色液体，加热解聚生成乙烯酮。
烷基取代的烯酮同样很容易二聚，生成取代的二乙烯酮。
二乙烯酮与醇和胺反应生成相应的乙酰乙酸衍生物：

例如与2-氨基茚满反应：
工业上用含有两个脂肪族链的二乙烯酮取代物增加纸张的疏水性。